# Anhydrid

En anhydrid som uppstår vid reaktion mellan två karboxylsyror.

Ättikssyraanhydrid.

En anhydrid är en oxid av ett icke-metalliskt grundämne eller en organisk grupp, som kan bilda en syra med vatten. Anhydrider kan bildas genom en kondensationsreaktion av en syra.
Exempelvis bildas svavelsyra då svaveltrioxid (anhydrid) sätts till vatten.
I den organiska kemin bildas anhydrider av två karboxylsyror som binds samman vid bildandet av vatten (en kondensationsreaktion):
2 CH3COOH → CH3COOCOCH3 + H2O
2 ättiksyra → ättikssyraanhydrid + vatten

## Etymologi
Anhydrid kommer av grekiska a = nekande och hydor = vatten.